# Újvári-Cseh Ödön
Újvári-Cseh Ödön (1886 – Budapest, 1927. szeptember 27.) magyar labdarúgó nemzeti labdarúgó-játékvezető. Nevét többféleképpen rögzítik: Újvári (Cseh) Ödön, Újvári Ödön.

## Pályafutása
A Budapesti TC labdarúgójaként  1902-ben a második hivatalos magyar labdarúgó-bajnokság aranyérmes játékosa. 1903-ban az ezüstérmes csapat tagja, 1904-ben a bronzérmes együttes labdarúgója.
Játékvezetésből Budapesten az MLSZ Bíróvizsgáló Bizottsága (BB) előtt elméleti és gyakorlati vizsgát tett. Az MLSZ által üzemeltetett bajnokságokban  tevékenykedett. Az MLSZ BB javaslatára NB II-es, majd 1911-től NB I-es bíró. Küldési gyakorlat szerint rendszeres partbírói szolgálatot is végzett. A nemzeti játékvezetéstől 1921-ben visszavonult. 1917–1925 között a futballbíráskodás legjobb játékvezetői között tartják nyilván. Korai halála megakadályozta sportvezetői pályafutását. NB I-es mérkőzéseinek száma: 44.
| Időpont              | Helyszín                    | Mérkőzés típusa          | Mérkőzés       | Eredmény | Nézők száma |
| -------------------- | --------------------------- | ------------------------ | -------------- | -------- | ----------- |
| 1911. október 1.     | Üllői úti Stadion, Budapest | első NB I-es mérkőzése   | MTK–33 FC      | 4 – 0    | 4000        |
| 1921. szeptember 11. | Népszigeti pálya, Budapest  | utolsó NB I-es mérkőzése | Újpesti TE–MAC | 0 – 0    | 3500        |

## Külső hivatkozások
- Újvári-Cseh Ödön. magyarfutball.h. (Hozzáférés: 2016. június 16.)
- Újvári-Cseh Ödön. lib.unideb.hu. (Hozzáférés: 2016. június 16.)
- Újvári-Cseh Ödön játékvezetői adatlapja a Nemzeti Labdarúgó Archívum oldalán